# Barstrupig klockkotinga
Barstrupig klockkotinga (Procnias nudicollis) är en fågel i familjen kotingor inom ordningen tättingar.

## Utbredning och systematik
Barstrupig klockkotinga förekommer från sydöstra Brasilien (Alagoas) till östra Paraguay och nordöstra Argentina (Misiones). Den behandlas som monotypisk, det vill säga att den inte delas in i några underarter.

## Status
IUCN kategoriserar arten som nära hotad.

## I kulturen
Barstrupig klockkotinga är Paraguays nationalfågel.

## Bilder

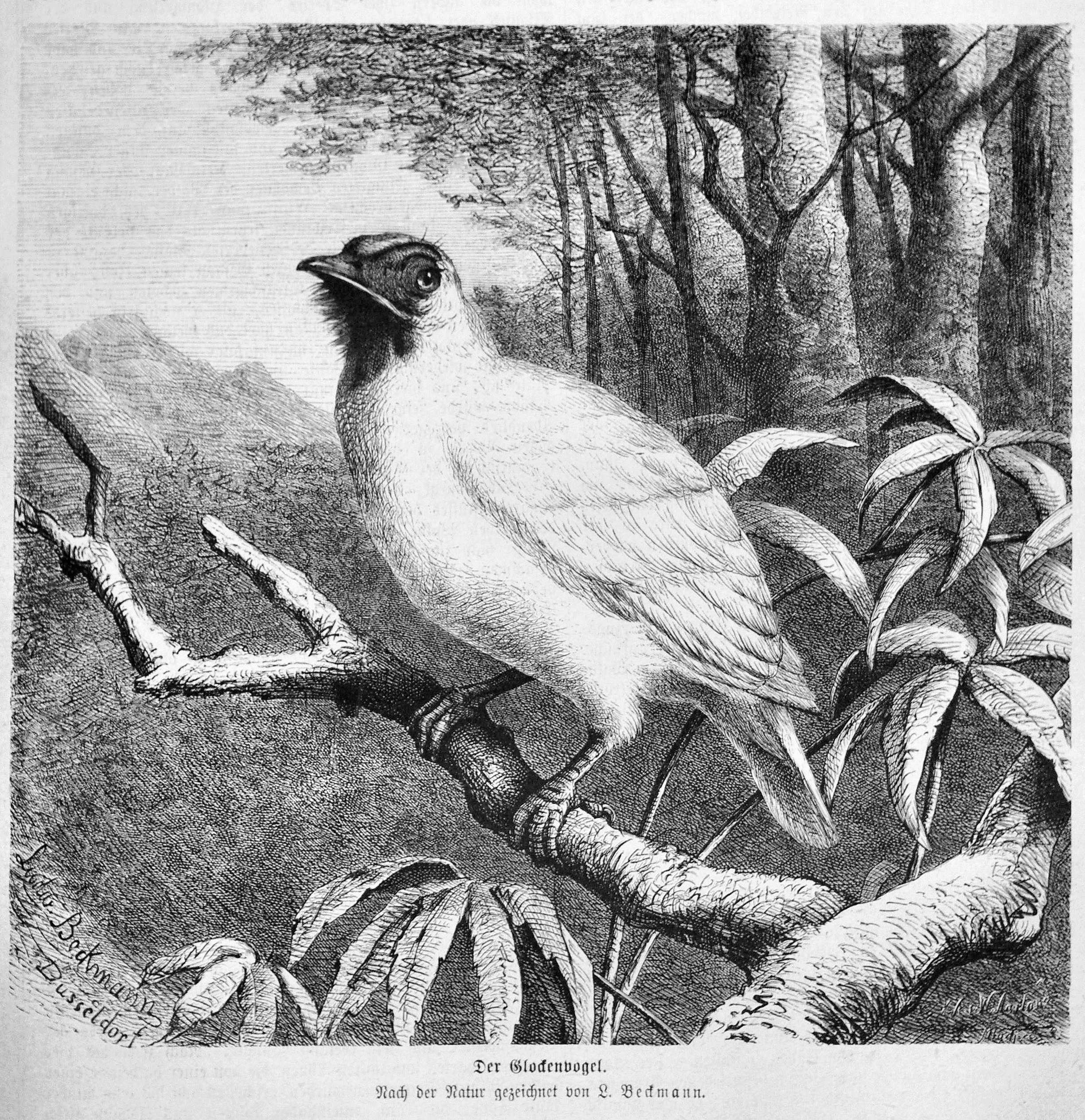
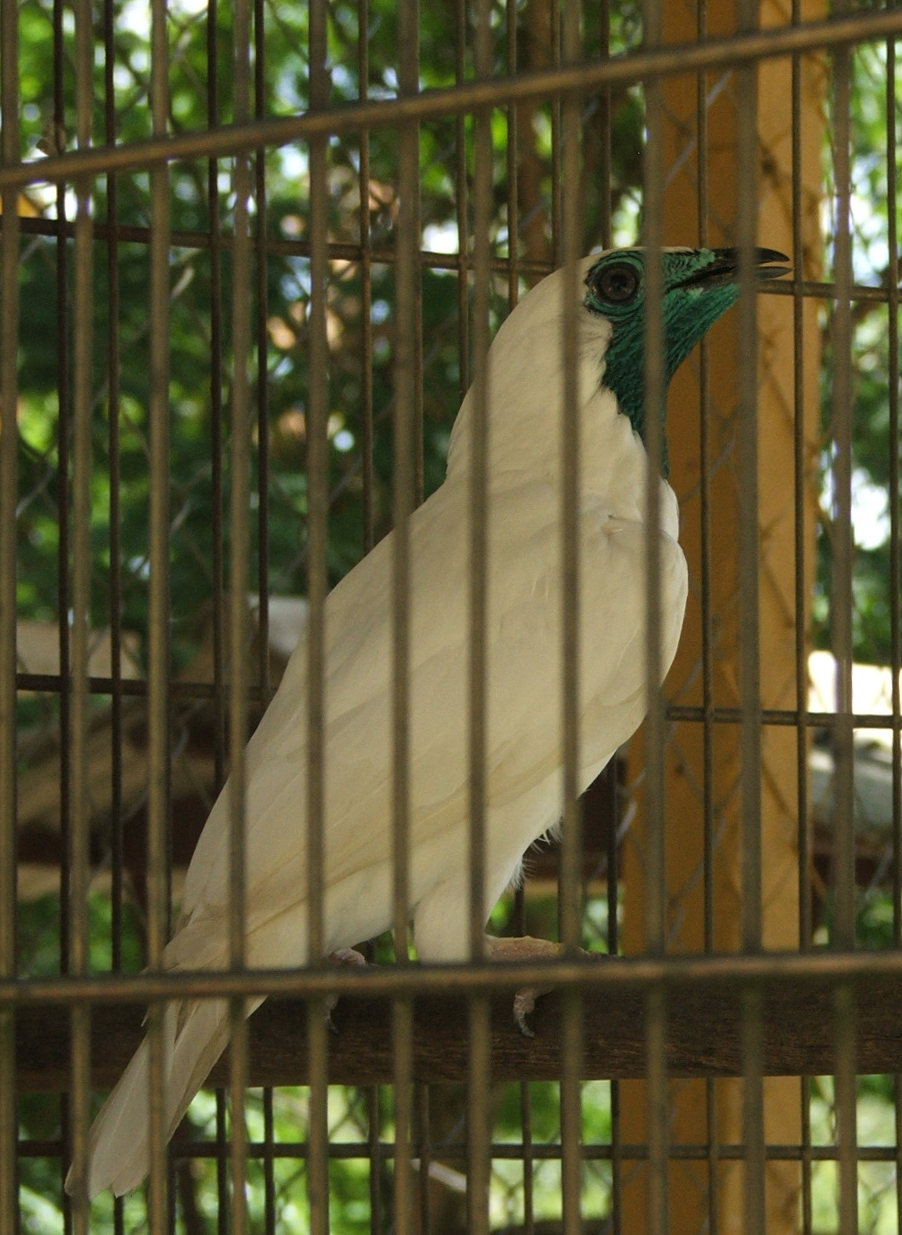